# 石山冠唇花
石山冠唇花（学名：Microtoena maireana），为唇形科冠唇花属下的一个植物种。